# ماركوس جورجس-هانت
ماركوس أنتوني جورجس-هانت (مواليد 28 مارس 1994) هو لاعب كرة سلة محترف أمريكي-جزر العذراء يلعب حالياً لصالح نادي الرياضي بيروت في الدوري اللبناني لكرة السلة بعد أن خاض مسيرته الجامعية مع فريق جورجيا تك يلو جاكتس في منافسات كرة السلة الجامعية الأمريكية.

## مسيرته المدرسية
التحق ماركوس بمدرسة نورث كلايتون الثانوية تحت إشراف المدرب مارتيس تروب حيث سجل في عامه الأخير متوسطاً مذهلاً بلغ 24.2 نقطة و14.3 كرة مرتدة و5.2 تمريرة حاسمة لكل مباراة، مساعداً فريق إيجلز على تحقيق سجل 21-11 والتأهل إلى نصف نهائي بطولة الولاية. عند تخرجه أصبح الهداف التاريخي لثانوية نورث كلايتون بإجمالي 2189 نقطة، كما صنف كواحد من أفضل اللاعبين الواعدين بحصوله على تصنيف 4 نجوم ومرتبة 59 ضمن قائمة مصنّف ESPN المئة للاعبين الموهوبين ومركز 14 بين لاعبي خط الهجوم الصغار على المستوى الوطني.

## المسيرة الجامعية
بعد تخرجه من المدرسة الثانوية، لعب ماركوس كرة السلة الجامعية مع معهد جورجيا للتكنولوجيا (جورجيا تك)، حيث كان لاعباً أساسياً في فريق يلو جاكتس طوال سنواته الأربع، لكنه تعرض لإصابة في قدمه خلال عامه الجامعي الثالث أبعده عن الملاعب لفترة. وفي موسمه الأخير، قاد الفريق للتأهل إلى بطولة التحدي الوطنية الوطنية بعد أن كان سجل الفريق في الموسم السابق 12-19 فوزاً وخسارة، حيث سجل متوسط 16.9 نقطة لكل مباراة في ذلك الموسم، مما أهلّه للظهور في الفريق الثالث لجميع نجوم مؤتمر الساحل الأطلسي (ACC) كاعتراف بأدائه المتميز.

## المسيرة المهنية

### فريق مين ريد كلوز(2016–2017)
بدأ ماركوس مسيرته الاحترافية بعد عدم اختياره في درافت الدوري الاميركي للمحترفين 2016، حيث انضم إلى بروكلين نتس للعب في دوري السمر مسجلاً متوسط 2.8 نقطة و1.0 كرة مرتدة في 13.2 دقيقة لكل مباراة خلال أربع مباريات. وقع في 26 سبتمبر 2016 مع بوسطن سيلتكس لكنه أُعفِيَ في 20 أكتوبر 2016 بعد مشاركته في مباراتين استعداديتين، ليلتحق في 31 أكتوبر 2016 بفريق مين ريد كلوز التابعلدوري الرابطة الوطنية لفئة التطوير كلاعب منتسب لسيلتكس، حيث بدأ رحلته الاحترافية الحقيقية في نظام تطوير مواهب الدوري الاميركي للمحترفين.

### ميامي هيت (2017)
في 8 فبراير 2017، وقع ماركوس عقدًا لمدة 10 أيام مع ميامي هيت لمساعدة الفريق في التعامل مع الإصابات المتعددة، حيث اضطرت ميامي لاستخدام استثناء المشقة الخاص بالدوري الاميركي للمحترفين لتوقيعه مما جعل عدد لاعبي الفريق 16 لاعباً (أكثر من الحد المسموح البالغ 15). في 16 فبراير، تم إرساله إلى سو فالز سكاي فورس للمشاركة في مباراة كل النجوم لدوري التطوير، قبل أن يعود إلى مين ريد كلوز في 18 فبراير بعد انتهاء مدة العقد القصير، حيث استمر في تطوير مهاراته ضمن نظام تطوير مواهب الدوري الاميركي للمحترفين مع الحفاظ على فرصته للعودة إلى الفرق الكبرى.

### أورلاندو ماجيك (2017)
في 3 أبريل 2017، وقع ماركوس مع أورلاندو ماجيك لإنهاء الموسم 2016-2017، حيث شارك بعدها مع الفريق في دوري السمر التابع للدوري الاميركي للمحترفين 2017، قبل أن يتم إعفاؤه من الفريق في 31 يوليو 2017، ليستمر في رحلته الاحترافية للبحث عن فرص جديدة في الدوري الاميركي للمحترفين أو الدوريات الخارجية بعد هذه التجربة القصيرة مع الماجيك التي لم تتح له فرصة المشاركة الفعلية في المباريات الرسمية للفريق.

### مينيسوتا تمبروولفز (2017–2018)
في 11 أغسطس 2017، وقع ماركوس مع مينيسوتا تمبر ولفز، حيث تم تعيينه لفريق آيوا إنرجي التابع لدوري الجي-ليج في 9 نوفمبر 2017 قبل استدعائه في اليوم التالي. بلغ ذروته المهنية مع التيمبروولفز في 20 يناير 2018 عندما سجل 12 نقطة في 29 دقيقة خلال فوز الفريق 115-109 على تورونتو رابتورز، ليختتم موسمه الأول مع مينيسوتا بمشاركته في 42 مباراة، حيث أظهر تطوراً ملحوظاً وقدرة على التأقلم مع متطلبات الدوري الاميركي للمحترفين رغم محدودية وقت اللعب الذي حصل عليه.

### العودة إلى مين (2018)
في 1 أكتوبر 2018، عاد ماركوس إلى بوسطن سيلتكس بتوقيعه عقداً لمعسكر التدريب، لكنه أُعفِيَ من الفريق في 13 أكتوبر 2018. التحق بعدها بفريق مين ريد كلوز التابع لدوري الجي-ليج والتابع لسيلتكس، حيث كان يأمل في إثبات نفسه مجدداً. لكن مساعيه توقفت فجأة عندما تعرض لإصابة إنهاء الموسم في 9 ديسمبر 2018، مما أدى إلى إعفائه من الفريق وإنهاء مسيرته مع مين ريد كلوز بشكل مفاجئ، ليبدأ رحلة تأهيل طويلة بعيداً عن الملاعب.

### كوليدج بارك سكاي هوكس (2022)
في 14 يناير 2022، وقع ماركوس عقداً مع دوري الجي-ليج التابع للدوري الاميركي للمحترفين، وانضم لاحقاً إلى فريق كوليدج بارك سكاي هوكس بعد الحصول عليه عبر نظام التنازلات، حيث قدم أداءً متوازناً خلال 28 مباراة بمتوسط 13.4 نقطة و5.3 كرات مرتدة و3 تمريرات حاسمة لكل مباراة، مما أعاد إثبات قيمته كلاعب محترف قادر على الإسهام في مختلف الجوانب الهجومية والدفاعية للفريق.

### ميتس دي غواينابو (2022)
في 17 مايو 2022، انتقل ماركوس إلى نادي ميتس دي غواينابو في دوري بورتوريكو لكرة السلة (BSN)، حيث سعى لتعزيز مسيرته الاحترافية في دوري تنافسي معروف. وبعد هذه التجربة، انضم إلى أتلانتا هوكس للمشاركة في دوري السمر التابع للدوري الاميركي للمحترفين عام 2022، محاولاً إثبات جدارته أمام الكشافة ومسؤولي الفرق لفرصة جديدة في الدوري الاميركي للمحترفين، حيث كان يأمل أن تؤدي أداؤه في هذه البطولات إلى عودته للدوري الكبير بعد تجارب سابقة لم تكلل بالنجاح الكامل.

### نادي الكويت (2022–2023)
في أكتوبر 2022، انضم ماركوس إلى نادي الكويت مشاركاً في بطولة الأندية العربية لكرة السلة 2022 حيث لعب دوراً محورياً في تحقيق الفريق للقب البطولة العربية لأول مرة في تاريخه. واستمر تألقه مع الفريق حتى 15 مايو 2023 عندما قاد نادي الكويت للفوز بلقب الدوري الخليجي الممتاز دوري غرب آسيا الممتاز في نسخته الأولى، حيث سجل أعلى معدل نقاط له في الموسم بواقع 35 نقطة في المباراة الحاسمة من نهائي البطولة، مثبتاً أنه أحد أهم العناصر الفارقة في تحقيق الفريق لهذه الإنجازات التاريخية على المستوى الإقليمي.

### شباب الأهلي (2024)
ساهم ماركوس بشكل بارز في وصول شباب الأهلي إلى المركز الثاني في بطولة أبطال آسيا لكرة السلة 2024، حيث تم اختياره ضمن التشكيلة المثالية للبطولة رغم خسارة فريقه في المباراة النهائية، وذلك تقديراً لأدائه الاستثنائي طوال المنافسات الذي أظهر فيه مهارات عالية في القيادة والتسجيل والدفاع، مما عزز مكانته كلاعب محترف مؤثر في الساحة الآسيوية.

### حيتان سيتشوان الزرقاء (2024-2025)
في 20 سبتمبر 2024، عاد ماركوس إلى صفوف فريق سيتشوان بلو ويلز الصيني، ليصبح اللاعب الأجنبي الثاني الذي يوقع مع الفريق بعد إدمون سومنر، في خطوة تمثل عودة متميزة للاعب إلى الفريق الذي كان قد مثل سابقاً في موسم 2020-2021، حيث يأمل الفريق في استفادة كبيرة من خبرته الدولية ومهاراته المتعددة لتعزيز فرصه في منافسات الدوري الصيني الممتاز هذا الموسم.

### الرياضي (2025–حتى الآن)
في 1 أبريل 2025، انضم ماركوس إلى نادي الرياضي اللبناني في الدوري اللبناني لكرة السلة، حيث قاد الفريق للفوز بلقب الدوري الممتاز لغرب آسيا 2024-25 التابع للاتحاد الدولي لكرة السلة (FIBA)، مسجلاً 24 نقطة و5 كرات مرتدة في المباراة النهائية التي أظهر فيها دوراً محورياً ضمن تشكيلة الفريق التي سعت للسيطرة على الساحة الآسيوية، مما عزز مكانة النادي كلاعب أساسي في خطط الرياضي للسيطرة على البطولات الإقليمية.

## إحصائيات مسيرة الدوري الاميركي للمحترفين

### الموسم العادي
| السنة   | الفريق   | لعب | بدأ | دقيقة | ميداني% | ثلاثية | حرة  | ارتداد | صنع | استلاب | تصدي | نقطة |
| ------- | -------- | --- | --- | ----- | ------- | ------ | ---- | ------ | --- | ------ | ---- | ---- |
| 2016–17 | أورلاندو | 5   | 0   | 9.6   | .286    | .500   | .900 | 1.8    | 0.6 | 0.2    | 0.0  | 2.8  |
| 2017–18 | مينيسوتا | 42  | 0   | 5.3   | .438    | .267   | .619 | 0.4    | 0.2 | 0.1    | 0.0  | 1.4  |
| المسيرة | المسيرة  | 47  | 0   | 5.8   | .418    | .294   | .710 | 0.5    | 0.2 | 0.1    | 0.0  | 1.6  |

## التصفيات
| السنة   | الفريق   | لعب | بدأ | دقيقة | ميداني% | ثلاثية | حرة | ارتداد | صنع | استلاب | تصدي | نقطة |
| ------- | -------- | --- | --- | ----- | ------- | ------ | --- | ------ | --- | ------ | ---- | ---- |
| 2018    | مينيسوتا | 2   | 0   | 1.5   | .000    | –      | –   | .5     | .0  | .0     | .0   | .0   |
| المسيرة | المسيرة  | 2   | 0   | 1.5   | .000    | –      | –   | .5     | .0  | .0     | .0   | .0   |

## الحياة الشخصية
يتمتع ماركوس بحياة عائلية غنية حيث لديه ثلاثة أشقاء وثلاثة أطفال.